# Aparanskaya Ravnina
Aparanskaya Ravnina är en slätt i Armenien. Den ligger i den nordvästra delen av landet, 40 kilometer norr om huvudstaden Jerevan.
Trakten runt Aparanskaya Ravnina består till största delen av jordbruksmark. Runt Aparanskaya Ravnina är det ganska tätbefolkat, med 60 invånare per kvadratkilometer.